# УНА Щрасен
УНА Щрасен (на френски: Football Club Union Athlétique Strassen) е футболен клуб от община Щрасен, Люксембург. Състезава се в Националната дивизия на Люксембург (най-висшето ниво на футбола в Люксембург). Играе срещите си на „Комплекс спортив Жак Виртц“ в Щрасен с капацитет 1500 зрители.

## История
Клубът е създаден през 1922 година като Юнион Атлетик Щрасен.

## Успехи
- Национална дивизия на Люксембург:
  - 5-о място (2): 2015/16, 2016/17
- 1 дивизия на Люксембург:
 (Трета лига)
  -  Шампион (1): 2010/11

## Предишни имена
| Години  | Име             |
| ------- | --------------- |
| 1922    | ФК „УНА Щрасен“ |
| 1940    | ФК „Щрасен“     |
| от 1944 | ФК „УНА Щрасен“ |